# Security Unlimited
Pour plus de détails, voir Fiche technique et Distribution.
Security Unlimited (摩登保鑣, Mo deng bao biao) est une comédie hongkongaise co-écrite et réalisée par Michael Hui, sortie le 23 février 1981 à Hong Kong.
Cinquième film des frères Hui, cette comédie se hisse à la première place du box-office hongkongais de 1981 avec près de 17,8 millions HK$ de recettes. Michael Hui remporte avec ce film le Hong Kong Film Award du meilleur acteur, ce qui en fait le premier récipiendaire.
La bande-originale du film est composée et interprétée par Sam Hui, une habitude pour les films des frères Hui.

## Synopsis
Chow Sai-cheung (Michael Hui), un arrogant et autoritaire superviseur d'une société de sécurité privée de Hong Kong, enseigne des techniques de garde peu banales à de nouvelles recrues comme l'utilisation de tapis électriques, de sauter en parachute depuis le toit des immeubles en feu ou encore de mettre le doigt dans la bouche d'un fusil pour faire partir le coup en arrière. Il est discrètement surveillé par son nouveau patron (Stanley Fung) et Lai (Arnis Hasi), pas du tout satisfaits de son travail. Chow est ainsi dégradé tandis que son assistant, Sam (Sam Hui) est promu.
Sous la direction de celui-ci, Chow et la nouvelle recrue Bruce Tang (Ricky Hui), recalé de l'école de police car trop petit et daltonien, connaissent une série de mésaventures, par exemple en se lançant à la poursuite de passagers clandestins sur un yacht de luxe, en pourchassant un braqueur de banque ayant utilisé une banane dans son sac pour faire croire à un pistolet, ou encore en surveillant un mort ayant des faux reins en argent d'une valeur de deux millions HK$ lors d'une veillée funèbre. Enfin, ils se retrouvent tous empêtrés contre une bande voleurs essayant de dérober deux armures de jades chinoises exposées à Hong Kong et également dans une attaque de fonds qu'ils transportent.

## Distribution
- Michael Hui : Chow Sai-cheung
- Sam Hui : le lieutenant Sam
- Ricky Hui : Bruce Tang Siu-lung
- Marylinn Wong : Chun
- Stanley Fung : Fan
- Arnis Hasi : Lai
- Chan Sing (ru) : le chef de la bande de voleur
- Hoi Sang Lee (en) : le voleur avec un pistolet
- David Cheung : le voleur avec un harpon
- Yue Tau-wan : le voleur qui louche
- Kobe Wong : le voleur qui connait la mélodie
- Hui Sai-cheung : Wong, le chef de la sécurité
- Roy Cordero : l'escroc des courses de chevaux
- Joe Junior (en) : le tireur d'élite avec des balles de glace
- Tsang Choh-lam : le faux cadavre